# Pieter Bruegel, o Jovem
Pieter Bruegel, o Jovem (1564 - 1638) foi um pintor de Brabante.
Ele nasceu e foi criado em Bruxelas e era filho de Pieter Bruegel, o Velho e irmão de Jan Brueghel. Aos cinco anos, ficou órfão de pai, desta forma herdando toda a tradição artística do pai. Pieter Brueghel recebeu seu treinamento artístico do pintor de paisagens flamenco Gilles van Coninxloo. Mais tarde ele casou-se com a filha de seu mestre. Viajou por França e Itália e passou algum tempo por lá até regressar a Antuérpia, lugar onde finalmente morreria.
Muitos de seus trabalhos eram réplicas dos trabalhos do pai. Ficou famoso pelos quadros que continham cenas absurdas de demônios e bruxos.

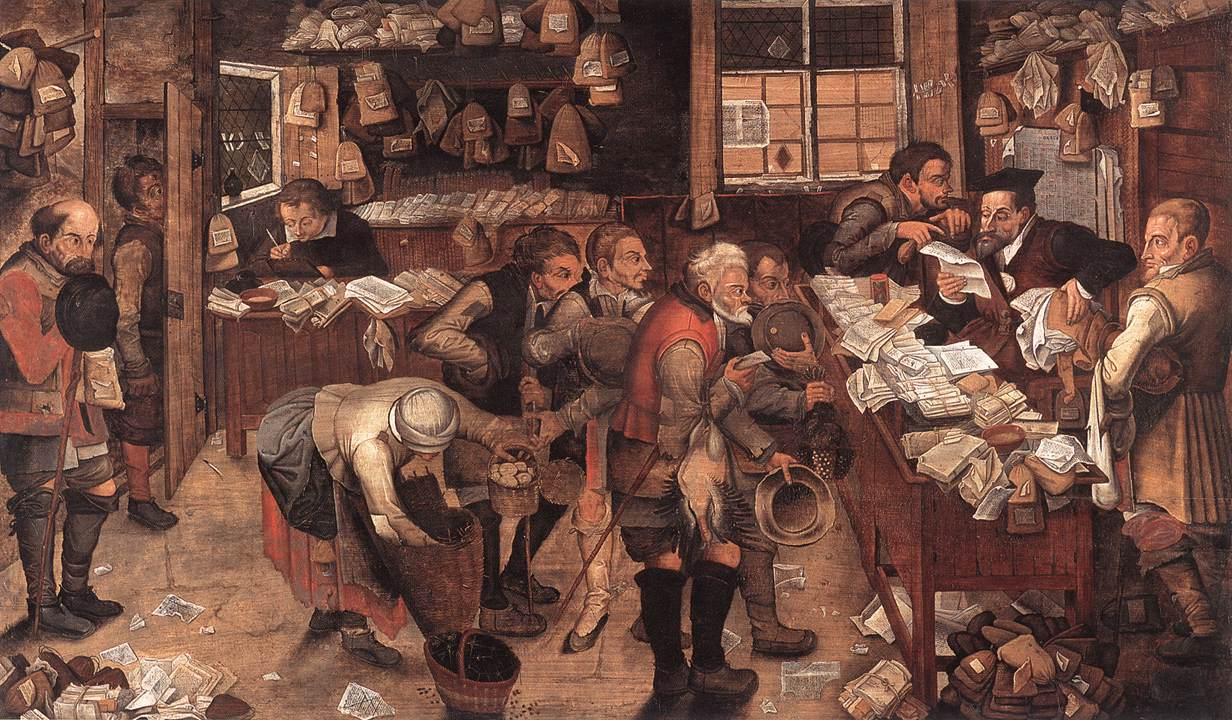
O advogado da aldeia, 1621.

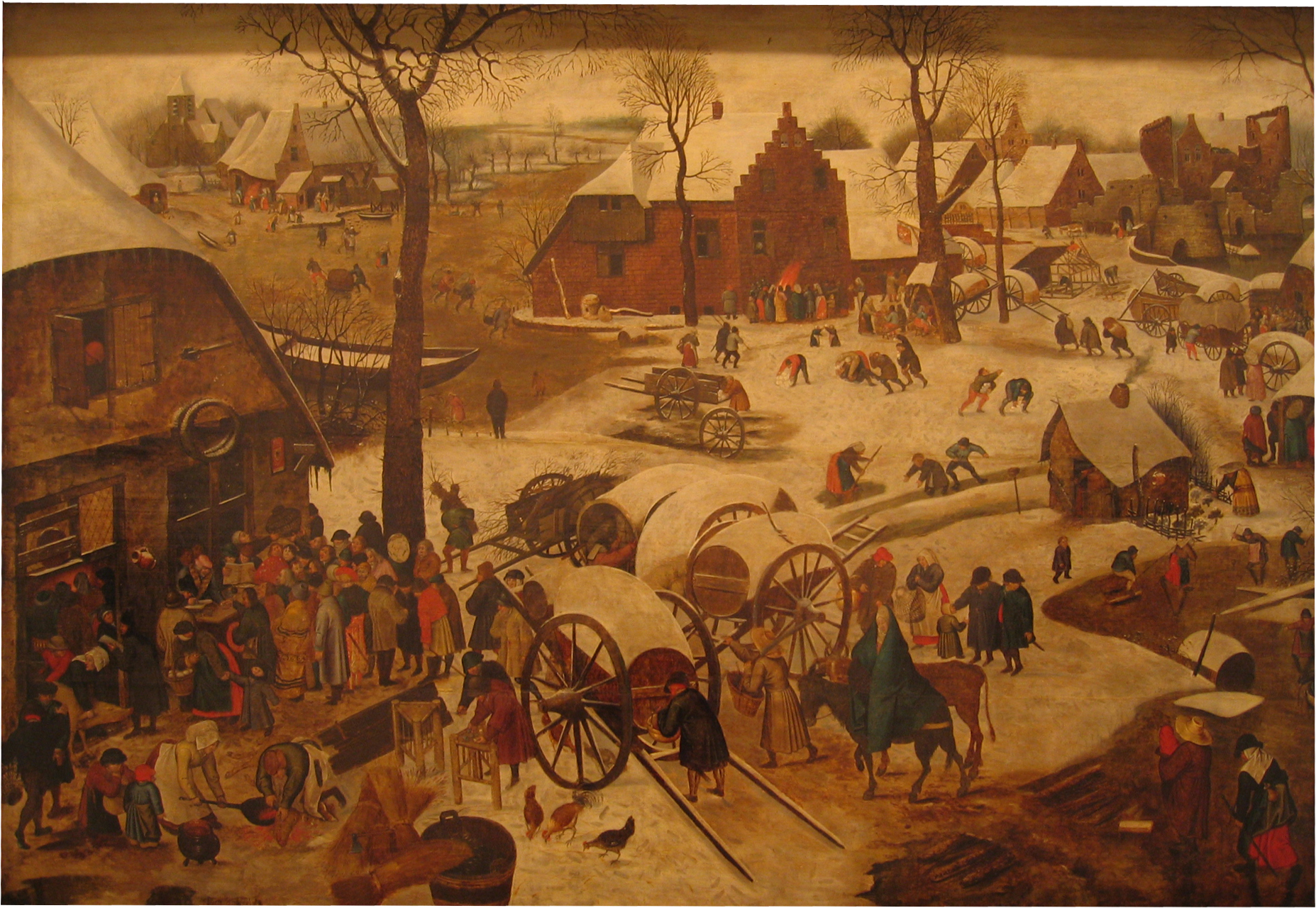
O pagamento da dízima, Musée de Caen